# 宁波市医疗中心李惠利医院
宁波市医疗中心李惠利医院简称李惠利医院，又称宁波大学附属李惠利医院，是中国浙江省宁波市一所公立医院。医院由香港“手表大王”李惠利捐资建立于1993年，多项医疗技术为宁波首次实施，2015年12月19日李惠利医院东部医院启用，并曾由台北医学大学及附属医院常年派驻经营管理团队，全面负责医院运营管理，2019年李惠利医院和李惠利医院东部医院合并，目前医院为三级甲等综合性医院，为宁波大学医学院的附属医院。

## 重点学科
- 省市共建重点学科
  - 普外科

- 省市共建重点学科
  - 耳鼻咽喉—头颈外科

- 宁波市重点学科
  - 心胸外科
  - 心血管内科
  - 麻醉科

- 宁波市重点实验室
  - 器官移植重点实验室